# Rotenburger SV
Der Rotenburger Sportverein e. V.,  kurz Rotenburger SV oder nur RSV, ist ein deutscher Fußballverein aus dem niedersächsischen Rotenburg (Wümme). Der Verein spielt seit dem Abstieg im Jahre 2024 in der Landesliga Lüneburg.

## Geschichte
Der Verein wurde 1919 als SpVgg Rotenburg gegründet. Nach dem Ende des Zweiten Weltkrieges wurde der Verein aufgelöst und ging mit dem 1861 gegründeten MTV Rotenburg und dem 1933 von den Nationalsozialisten verbotenen Arbeitersportverein Rotenburg im TuS Rotenburg auf. Im Jahre 1949 spaltete sich die Fußballabteilung als SpVgg Rotenburg wieder ab. Unzufriedene Mitglieder der SpVgg versuchten im Jahre 1960 im TuS Rotenburg eine Fußballabteilung zu gründen. Als dies scheiterte, wurde mit dem FC Rotenburg ein neuer Verein gegründet. Im Jahre 1977 fusionierten die SpVgg und der FC Rotenburg schließlich zum Rotenburger SV. Diesem schlossen sich im Jahre 1981 noch die 1972 gegründeten Rotenburger Kickers an.

### Frauenfußball
Der Rotenburger SV gehört zu den Pioniervereinen im niedersächsischen Frauenfußball. So gehörten die noch als SpVgg Rotenburg antretende Mannschaft im Jahre 1975 zu den Gründungsmitgliedern der Verbandsliga Niedersachsen, der seinerzeit zweigleisigen höchsten Spielklasse Niedersachsens. Drei Jahre später sicherten sich die Rotenburgerinnen, nunmehr als Rotenburger SV spielend, nach einem Finalsieg über den VfR Eintracht Wolfsburg die Niedersachsenmeisterschaft.
Bei der deutschen Fußballmeisterschaft der Frauen 1978 scheiterte die Mannschaft bereits in der ersten Runde am FC Bayern München. Zwei Jahre später erreichten die Rotenburgerinnen erneut das Endspiel um die Niedersachsenmeisterschaft, verloren dieses aber gegen den VfL Wittekind Wildeshausen.
1986 verpasste die Mannschaft die Qualifikation für die neu geschaffene Oberliga Nord. In der folgenden Saison gelang der Aufstieg, nachdem sich die Rotenburgerinnen im Endspiel um die Niedersachsenmeisterschaft gegen Kickers Emden durchsetzen konnten. Platz sieben in der Aufstiegssaison 1987/88 war der größte Erfolg. Zwei Jahre später wurde die Mannschaft Vorletzter, blieb aber wegen der Einführung der Bundesliga Oberligist. Während der folgenden Oberliga-Saison 1990/91 zog der Verein die Mannschaft zurück. Zuletzt spielte in der Saison 2015/16 eine Frauenmannschaft in der 1. Kreisklasse.

### Männerfußball
Die Männermannschaft der SpVgg Rotenburg stiegen 1952 in die seinerzeit drittklassige Amateurliga Stade auf. Dort wurde die Mannschaft zwei Jahre später Meister, verzichtete aber zu Gunsten von Germania Walsrode auf die Aufstiegsrunde zur Amateuroberliga Niedersachsen. 1957 ging es für die Rotenburger wieder runter in die Bezirksklasse, wo der direkte Wiederaufstieg gelang. Bei der Ligareform von 1964 wurde die Qualifikation für die neu geschaffene Verbandsliga um Längen verfehlt, so dass die Mannschaft in der Bezirksliga Stade weiterspielen musste. 1969 stiegen die Rotenburger in die Bezirksklasse ab. Dort traf die SpVgg auf den späteren Fusionspartner FC Rotenburg. Die SpVgg wurde 1970 und 1972 jeweils Vizemeister hinter dem 1. FC Osterholz-Scharmbeck bzw. dem SV Wahnebergen, ehe die Mannschaft im Jahre 1976 in die 1. Kreisklasse absteigen musste. Es gelang jedoch der direkte Wiederaufstieg.
Somit startete der Rotenburger SV in der Bezirksklasse Stade-Süd, wo sich die Mannschaft zwei Jahre später die Meisterschaft und den Aufstieg in die Bezirksliga Lüneburg-West sichern konnte. Schon 1982 stiegen die Rotenburger wieder ab und konnten nur knapp den Sturz in die Kreisliga verhindern. In den 1990er Jahren ging es wieder aufwärts, als Norbert Pricker die Vereinsführung übernahm und mit Hartmut Konschal ein Ex-Profi das Traineramt übernahm. 1994 stieg der RSV in die Landesliga Lüneburg auf und schaffte auf Anhieb den Durchmarsch in die Niedersachsenliga. 1996 kamen weitere ehemalige Profis von Werder Bremen nach Rotenburg. Günter Hermann wurde Trainer, während Frank Ordenewitz als Spieler kam. Die Rotenburger führten monatelang die Tabellen an, ehe eine 0:2-Niederlage gegen den SVG Einbeck vor 3.000 Zuschauern die Wende brachte.
Der Rotenburger SV wurde Vizemeister hinter Einbeck. Da der SV Arminia Hannover in die Regionalliga Nord aufstieg wurde ein Platz in der Oberliga Niedersachsen/Bremen frei. Hier setzte sich der RSV gegen den SC Langenhagen und die zweite Amateurmannschaft von Werder Bremen durch und wurde Oberligist. Dort kam der Verein nicht über Mittelfeldpositionen hinaus. Größte Erfolge waren siebte Plätze in den Spielzeiten 1999/2000 und 2000/01. Während letzterer Saison geriet der Verein in einen finanzielle Schieflage, nachdem der Präsident Pricker überraschend verstarb. Dem mit 250.000 Euro verschuldete Verein drohte die Insolvenz, die dank einer Spendenaktion vermieden werden konnte.
Finanziell musste der Verein abspecken und verpasste so 2004 die Qualifikation für die eingleisige Oberliga Nord. Zwei Jahre später folgte der Abstieg in die Landesliga Lüneburg, wo 2007 der direkte Wiederaufstieg gelang. Drei Jahre später stiegen die Rotenburger erneut in die Landesliga ab und schafften 2011 den Wiederaufstieg in die fünftklassige Oberliga Niedersachsen. Im Jahre 2015 stiegen die Rotenburger wieder in die Landesliga ab und kehrten fünf Jahre später in die Oberliga Niedersachsen zurück. Im Jahre 2024 ging es für die Mannschaft erneut runter in die Landesliga.

## Ehemalige Spieler
- Mourad Bounoua (2009 und 2011–2012, Mittelfeld): war davor Bundesligaprofi von Eintracht Frankfurt und marokkanischer Nationalspieler, 2011–2012 Spielertrainer des RSV
- Mamadou Diabang (1998–1999, Sturm): wurde später Zweitliga- und Bundesligaprofi von Arminia Bielefeld, VfL Bochum sowie dem FC Augsburg und senegalesischer Nationalspieler
- Deniz Kadah (2005–2006, Sturm): wurde dann Dritt- und Zweitligaprofi von Fortuna Düsseldorf und Bundesligaprofi von Hannover 96
- Ahmet Kuru (–1997, Sturm): wurde später Zweitligaprofi von Eintracht Braunschweig und vom FC St. Pauli
- Frank Ordenewitz (1997, Sturm): war zuvor Bundesligaprofi von Werder Bremen, 1. FC Köln sowie dem Hamburger SV und deutscher Nationalspieler
- Jonny Otten (1995–1996, Verteidigung): war vorher Bundesligaprofi von Werder Bremen und deutscher Nationalspieler